# Denis Lison
Pour les articles homonymes, voir Lison.
Pas d'image ? Cliquez ici

a Compétitions nationales et continentales officielles uniquement.

Denis Lison, est né le 25 février 1983. C’est un joueur français de rugby à XV qui évolue au poste de trois-quarts centre (1,87 m pour 95 kg) au sein de l'US Montmélian. Son frère, Julien, joue pour le même club en troisième ligne.

## Carrière de joueur

### En club
- US Montmélian
- Jusqu'en 2005 : FC Grenoble
- 2005-2008 : Biarritz olympique
- 2008-2011 : FC Grenoble[2]
- 2011-???? : US Montmélian

## Palmarès
- Vainqueur du Championnat de France en 2006 avec le Biarritz olympique.

### En équipe nationale
- International -21 ans : 3 sélections & 1 essai en 2003 (contre l'Irlande, le Pays de Galles & l'Italie).